# Гарвин (город, Миннесота)
Гарвин (англ. Garvin) — город в округе Лайон, штат Миннесота, США. На площади 0,7 км² (0,7 км² — суша, водоёмов нет), согласно переписи 2002 года, проживают 159 человек. Плотность населения составляет 227,9 чел./км².
- Телефонный код города — 507
- Почтовый индекс — 56132
- FIPS-код города — 27-23228[1]
- GNIS-идентификатор — 0644051[2]